# Џелена Џенсен
Џелена Џенсен (енгл. Jelena Jensen; IPA: , 7. октобар 1981) америчка је порнографска глумица и модел.

## Каријера
Немачког је порекла и рођена је у Лос Анђелесу, Калифорнија, САД. Завршила је филмску и телевизијску академију на Универзитету Чепмен, специјализиравши продукцију. На почетку каријере позирала је за часопис Хаслер и Плејбој. Часопис Пентхаус је прогласио „љубимицом“ (енгл. Penthouse Pet) за месец март 2010. године. Водила је и емисију Totally Busted на Плејбој телевизији.
Има пирсинг на језику, а до 2014. године наступила је у преко 100 филмова за одрасле.

## Награде и номинације
- 2010 XBIZ награда – Веб девојка године[8]
- 2013 АВН награда – Најбољи сајт порно звезде

## Изабрана филмографија
-{
| - 2013 Women Seeking Women 93 - 2013 Jessica Drake's Guide to Wicked Sex: Woman to Woman - 2013 Newswomen 3 (video) - 2013 Lesbian Slumber Party 3: Girls Volleyball Team - 2012 Hitchhiking Lesbians - 2012 Creamy Panties: Big Natural Breasts - 2012 Superstars - 2012 I Kiss Girls 2 | - 2012 Cheer Squad Sleepovers 3 - 2012 Women Seeking Women 85 - 2012 Pin-Up Girls 7 - 2012 Lesbian Sex 6 - 2012 Me and My Girlfriend - 2012 Lesbian Boob Worship - 2012 Lesbian Sex 4 |

}-